# Josef W. Egger
Josef Wilhelm Egger (* 4. März 1949 bei Graz) ist ein österreichischer klinischer Psychologe, Verhaltensmediziner und war von 2011 bis 2014 Universitätsprofessor für Biopsychosoziale Medizin an der Medizinischen Universität Graz.

## Leben
Nach der Matura studierte Egger ab 1969 Psychologie und Biologie an der Universität Graz, wo er ab 1972 Studienassistent und ab seiner Promotion 1975 Vertragsassistent am Institut für Psychologie war. Von 1976 bis 1983 absolvierte er seine klinische Ausbildung im kardiologischen Rehabilitationszentrum Felbring (Wiener Neustadt) und in Wien. Ab 1980 folgten Lehraufträge an den Universitäten Graz und Wien. 1983 wurde er Assistent am damaligen Institut für Medizinische Psychologie und Psychotherapie an der Medizinischen Fakultät der Universität Graz, wo er sich 1985 für Medizinische Psychologie habilitierte. Von 1975 bis 1985 absolvierte er eine Reihe von Spezialausbildungen in Österreich, Deutschland und der Schweiz. 1985 gründete er die erste wissenschaftliche Abteilung für Verhaltensmedizin in Österreich an der Universität Graz. Er ist Mitbegründer von drei wissenschaftlichen Zeitschriften, darunter Herausgeber von Psychologische Medizin.
1989 habilitierte er sich ein zweites Mal und zwar für das Fach Klinische Psychologie an der Naturwissenschaftlichen Fakultät der Universität Graz. Er war über viele Jahre stellvertretender Vorstand des Klinischen Instituts für Medizinische Psychologie und Psychotherapie an der Universität Graz, wo er 1990 zum außerordentlichen Professor und 2002 zum Universitätsprofessor ernannt wurde. 1996 war er als Gastprofessor an der Universität Klagenfurt tätig. Seit 1999 leitet er die verhaltensmedizinische Ambulanz Medizinische Psychologie/Hahnhof an der Universitätsklinik für Medizinische Psychologie und Psychotherapie Graz. 2005 wurde er zum Leiter der Forschungseinheit für Verhaltensmedizin, Gesundheitspsychologie und Empirische Psychosomatik und 2008 zum Leiter der Teaching Unit „Kommunikation, Supervision, Reflexion“ an der Medizinischen Universität Graz ernannt. 2011 wurde Josef W. Egger zum Universitätsprofessor für das Fachgebiet Biopsychosoziale Medizin in der Lehre an der Medizinischen Universität Graz berufen, dem ersten Lehrstuhl dieser Art im deutschsprachigen Raum.

## Wissenschaftlicher Beitrag
Nach seiner Habilitation 1985 an der Medizinischen Fakultät der Universität Graz habilitierte er sich 1989 zusätzlich für Klinische Psychologie an der Karl-Franzens-Universität Graz. Zu seinem wissenschaftstheoretischen Hauptanliegen zählt die Weiterentwicklung des biopsychosozialen Modells zu einer Theorie der Körper-Seele-Einheit. Danach sei der Begriff psychosomatische Krankheit obsolet. Die Ausbildung der Ärzte benötigt unabhängig von ihrer Fachdisziplin eine ausreichende Kompetenz, Diagnostik und Therapie sowohl in „Wort“, „Arznei“ und „Messer“ zu betreiben.

## Mitgliedschaften in internationalen wissenschaftlichen Vereinigungen
- Ehrenpräsident der Internationalen Gesellschaft für Biopsychosoziale Medizin (IS-BPS-Med)[7]
- Ehrenmitglied der Wissenschaftlichen Gesellschaft für Psychotherapeutische Medizin (WGPM)[8]
- Ehrenmitglied des Europäischen Dachverbandes für Stress-Medizin (D-A-CH, Bundesverband Deutschland)

## Ehrungen und Auszeichnungen
- 1978 Förderpreis des Studienförderungswerks der Kammer für Arbeiter und Angestellte Wien
- 1988 Wissenschaftspreis des Dr.W.Haslauer Solidaritäts-Fonds
- 1994 Förderungspreis des Bundesministerium für Wissenschaft und Forschung Wien
- 2001 Paul Petry Preis für Alterswissenschaft[9]
- 2002 Förderpreis der Österreichischen Krebshilfe (Steiermark)
- 2010 Dr. Michael Hasiba Preis - Förderpreis der universitären Lehre in der Medizin 2009[10]
- 2011 Goldenes Ehrenzeichen für Verdienste um die Republik Österreich

## Publikationen

### Bücher
- als Autor: Die Einheit von Körper und Seele. Die bio-psycho-soziale Perspektive auf Krankheit und Gesundheit. Baden-Baden: Deutscher Wissenschafts-Verlag (DWV) 2020, ISBN 978-3-86888-155-4, 288 S.
- Theorie und Praxis der biopsychosozialen Medizin. Körper-Seele-Einheit und sprechende Medizin. Wien: Facultas. 2017, ISBN 978-3-7089-1498-5.
- Integrative Verhaltenstherapie und Psychotherapeutische Medizin. Ein biopsychosoziales Modell. Berlin: Springer 2015, ISBN 978-3-658-06802-8, E-Book: ISBN 978-3-658-06803-5.
- als Hrsg.: Psychologie in der Medizin. Medizinische Psychologie. Psychosomatik, Psychotherapie. Wiener Universitätsverlag, Wien 1993, ISBN 3-85114-132-6, S. 296.
- mit E. Raab und J. Zollneritsch (Hrsg.): Psychologie in der Steiermark. Leykam, Graz 1993, ISBN 3-7011-7269-2.
- mit W. Freidl und G. Friedrich: Psychologie funktioneller Stimmstörungen. Orac, Wien 1992, ISBN 3-7007-0305-8, S. 198.
- mit W. Pieringer (Hrsg.): Psychotherapie im Wandel. Wiener Universitätsverlag, Wien 1991, ISBN 3-85114-056-7.
- mit P. Stix: Herzinfarkt und Schlaganfall. Zur seelischen Auseinandersetzung mit einer lebensbedrohenden Erkrankung. Hippokrates, Stuttgart 1989, ISBN 3-7773-0905-2, S. 444.
- mit U. Eisenhardt und P. Innerhofer (Hrsg.): Angewandte Psychologie. Praxisfelder einer Wissenschaft. Literas, Wien 1986, ISBN 3-85429-047-0.
- als Hrsg.: Klinische Psychologie in der Rehabilitation. Literas, Wien 1982, ISBN 3-85429-010-1.
- mit R. Danzinger und P. Jeschek: Der Weg ins Gefängnis. Der Einfluß von familiärer Sozialisation und behördlicher Selektion auf die Entstehung von Straffälligkeit. 2. erweiterte Auflage. Beltz, Weinheim/Basel 1979, ISBN 3-407-50087-4, S. 174.

### Artikel
- Publikationsliste der Med. Universität Graz
- Publikationen in ResearchGate